# Margaret Scriven
Pour les articles homonymes, voir Scriven (homonymie).
Margaret « Peggy » Croft Scriven (le 17 août 1912 à Leeds - 25 janvier 2001 à Haslemere) est une joueuse de tennis britannique des années 1930 et 1940. Elle est aussi connue sous son nom de femme mariée, Margaret Scriven-Vivian.
Elle est la première Britannique à s'imposer en simple dames à Roland-Garros (en 1933), également la première gauchère à remporter une épreuve du Grand Chelem (en simple).
Elle renouvelle sa performance l'année suivante, battant la favorite Helen Jacobs en finale.

## Palmarès (partiel)

### Titres en simple dames
| No | Date       | Nom et lieu du tournoi          | Catégorie | Surface      | Finaliste       | Score         |          |
| -- | ---------- | ------------------------------- | --------- | ------------ | --------------- | ------------- | -------- |
| 1  | 22/05/1933 | Internationaux de France, Paris | G. Chelem | Terre (ext.) | Simonne Mathieu | 6-2, 4-6, 6-4 | Parcours |
| 2  | 23/05/1934 | Internationaux de France, Paris | G. Chelem | Terre (ext.) | Helen Jacobs    | 7-5, 4-6, 6-1 | Parcours |

### Titre en double dames
| No | Date       | Nom et lieu du tournoi         | Catégorie | Surface      | Partenaire   | Finalistes                 | Score    |          |
| -- | ---------- | ------------------------------ | --------- | ------------ | ------------ | -------------------------- | -------- | -------- |
| 1  | 20/05/1935 | Internationaux de France Paris | G. Chelem | Terre (ext.) | Kay Stammers | Ida Adamoff Hilde Sperling | 6-4, 6-0 | Parcours |

### Titre en double mixte
| No | Date       | Nom et lieu du tournoi         | Catégorie | Surface      | Partenaire    | Finalistes               | Score    |          |
| -- | ---------- | ------------------------------ | --------- | ------------ | ------------- | ------------------------ | -------- | -------- |
| 1  | 22/05/1933 | Internationaux de France Paris | G. Chelem | Terre (ext.) | Jack Crawford | Betty Nuthall Fred Perry | 6-2, 6-3 | Parcours |

## Parcours en Grand Chelem (partiel)
Si l’expression « Grand Chelem » désigne classiquement les quatre tournois les plus importants de l’histoire du tennis, elle n'est utilisée pour la première fois qu'en 1933, et n'acquiert la plénitude de son sens que peu à peu à partir des années 1950.

### En simple dames
| Année | Championnat d'Australie | Championnat d'Australie | Internationaux de France | Internationaux de France | Wimbledon       | Wimbledon        | US National | US National |
| ----- | ----------------------- | ----------------------- | ------------------------ | ------------------------ | --------------- | ---------------- | ----------- | ----------- |
| 1930  | -                       | -                       | -                        | -                        | 1er tour (1/64) | K. Le Mesurier   | -           | -           |
| 1931  | -                       | -                       | -                        | -                        | 1/4 de finale   | Simonne Mathieu  | -           | -           |
| 1932  | -                       | -                       | 2e tour (1/16)           | Doris Metaxa             | 2e tour (1/32)  | Vera Montgomery  | -           | -           |
| 1933  | -                       | -                       | Victoire                 | Simonne Mathieu          | 1/4 de finale   | Hilde Sperling   | -           | -           |
| 1934  | -                       | -                       | Victoire                 | Helen Jacobs             | 1/4 de finale   | Joan Hartigan    | -           | -           |
| 1935  | -                       | -                       | 1/2 finale               | Simonne Mathieu          | 3e tour (1/16)  | Eileen Bennett   | -           | -           |
| 1936  | -                       | -                       | 2e tour (1/16)           | Simone Amaury            | 1er tour (1/64) | Jean Saunders    | -           | -           |
| 1937  | -                       | -                       | 1/4 de finale            | Lilí Álvarez             | 1/4 de finale   | J. Jędrzejowska  | -           | -           |
| 1938  | -                       | -                       | -                        | -                        | 4e tour (1/8)   | Helen Jacobs     | -           | -           |
| 1939  | -                       | -                       | -                        | -                        | 4e tour (1/8)   | J. Jędrzejowska  | -           | -           |
| 1946  | -                       | -                       | -                        | -                        | 4e tour (1/8)   | Jean Nicholl     | -           | -           |
| 1947  | -                       | -                       | -                        | -                        | 3e tour (1/16)  | Patricia Canning | -           | -           |

À droite du résultat, l’ultime adversaire.

### En double dames
| Année | Championnat d'Australie | Championnat d'Australie | Internationaux de France    | Internationaux de France | Wimbledon                    | Wimbledon                 | US National | US National |
| ----- | ----------------------- | ----------------------- | --------------------------- | ------------------------ | ---------------------------- | ------------------------- | ----------- | ----------- |
| 1932  | -                       | -                       | 2e tour (1/8) Sheila Hewitt | M. Canters Madzy Rollin  | -                            | -                         | -           | -           |
| 1933  | -                       | -                       | 1/2 finale Josane Sigart    | S. Mathieu E. Ryan       | 3e tour (1/8) Josane Sigart  | Kitty McKane P. Saunders  | -           | -           |
| 1934  | -                       | -                       | 2e tour (1/8) Betty Nuthall | Jędrzejowska Susan Noel  | 1/2 finale Kitty McKane      | D. Andrus Sylvie Jung     | -           | -           |
| 1935  | -                       | -                       | Victoire Kay Stammers       | Ida Adamoff H. Sperling  | -                            | -                         | -           | -           |
| 1936  | -                       | -                       | 1/4 de finale Kay Stammers  | E. Belliard S. Iribarne  | -                            | -                         | -           | -           |
| 1937  | -                       | -                       | -                           | -                        | 1er tour (1/32) Anita Lizana | D. Andrus Sylvie Jung     | -           | -           |
| 1938  | -                       | -                       | -                           | -                        | 1/4 de finale Anita Lizana   | S. Mathieu Billie Yorke   | -           | -           |
| 1939  | -                       | -                       | -                           | -                        | 3e tour (1/8) Mary Hardwick  | Nina Brown Rita Jarvis    | -           | -           |
| 1946  | -                       | -                       | -                           | -                        | 1/4 de finale Betty Nuthall  | Dorothy Bundy P. Canning  | -           | -           |
| 1947  | -                       | -                       | -                           | -                        | 3e tour (1/8) Nancy Lyle     | Anita Lizana Jędrzejowska | -           | -           |

Sous le résultat, la partenaire ; à droite, l’ultime équipe adverse.

### En double mixte
| Année | Championnat d'Australie | Championnat d'Australie | Internationaux de France | Internationaux de France | Wimbledon | Wimbledon | US National | US National |
| 1933  | -                       | -                       | Victoire Jack Crawford   | Betty Nuthall Fred Perry | -         | -         | -           | -           |

Sous le résultat, le partenaire ; à droite, l’ultime équipe adverse.